# پست لیتوانی
پست لیتوانی یا لیتووس پستاس (انگلیسی: Lietuvos paštas) شرکت پست لیتوانیایی است، که در سال ۱۹۱۸ تأسیس شد.